# NGC 373
NGC 373是一个椭圆星系，距离双鱼座约2.04 亿光年。NGC 373于1876年12月12日由約翰·路易·埃米爾·德雷耳所发现。NGC 373沒有活动星系核，也没有太多的恆星形成活动。